# جوره بلوط
جوره بلوط یک منطقهٔ مسکونی در لبنان است که در استان جبل لبنان واقع شده‌است. جوره بلوط ۱٫۶۹ کیلومتر مربع مساحت و ۷۰۰ نفر جمعیت دارد.